# Cynorkis comorensis
Cynorkis comorensis är en orkidéart som beskrevs av Jean Marie Bosser. Cynorkis comorensis ingår i släktet Cynorkis, och familjen orkidéer.
Artens utbredningsområde är Komorerna. Inga underarter finns listade i Catalogue of Life.